# Ericeia hirsutitarsus
Ericeia hirsutitarsus là một loài bướm đêm trong họ Erebidae.